# Nati nel 1467
| Questa pagina contiene informazioni ricavate automaticamente dalle voci biografiche con l'ausilio del template Bio e di un bot. L'aggiornamento è periodico e automatico e ricostruisce completamente la pagina. Se manca una persona in questa lista, sei pregato di non aggiungerla, ma accertati piuttosto che la sua voce biografica contenga il template Bio e che i dati anagrafici siano correttamente compilati. Se il template Bio manca, inseriscilo tu stesso o, in alternativa, metti l'avviso {{tmp\|Bio}} che ne segnala la mancanza. Se i dati riportati sono sbagliati, correggi direttamente la voce biografica; le modifiche saranno visibili in questa lista entro pochi giorni. Per chiarimenti vedi il progetto biografie. La lista contiene solo le 36 persone che sono citate nell'enciclopedia e per le quali è stato implementato correttamente il template Bio. Pagina aggiornata al 2 mar 2025. |

- 1º gennaio - Sigismondo I Jagellone, re († 1548)
- 31 gennaio - Giorgio Andreasi, vescovo cattolico italiano († 1549)
- 2 febbraio - Colomba da Rieti, monaca cristiana italiana († 1501)
- 19 marzo - Bartolomeo della Rocca, astrologo italiano († 1504)
- 21 marzo - Caritas Pirckheimer, religiosa e umanista tedesca († 1532)
- 25 marzo - Bianca Bentivoglio, nobile († 1519)
- 31 maggio - Sibilla di Hohenzollern, nobile († 1524)
- 26 giugno - Ferdinando II di Napoli, sovrano italiano († 1496)
- 25 agosto - Francisco Fernández de la Cueva, nobile spagnolo († 1526)
- 10 settembre - Girolamo Amaseo, umanista italiano († 1517)
- 21 ottobre - Giovanni il Popolano, politico italiano († 1498)
- 26 ottobre - Girolamo degli Azzoni Avogaro, letterato italiano († 1519)
- 9 novembre - Carlo di Gheldria, nobile olandese († 1538)
- 9 novembre - Filippina di Gheldria, nobile francese († 1547)
- 17 novembre - Pedro Álvares Cabral, navigatore e esploratore portoghese († 1520)
- Antonello da Palermo, pittore italiano († 1542)
- Giovanni Antonio Boltraffio, pittore italiano († 1516)
- John Bourchier, politico britannico († 1533)
- Alberto Bruno da Asti, giurista, avvocato e politico italiano († 1541)
- Piers Butler, VIII conte di Ormond, politico irlandese († 1539)
- Raimondo de Cardona, generale spagnolo († 1522)
- Gevhermüluk Sultan, principessa ottomana († 1550)
- Giovanni III de La Tour d'Auvergne, nobile († 1501)
- Leonardo Trissino, avventuriero italiano († 1511)
- John Mair, filosofo scozzese († 1550)
- Galeazzo Mondella, orafo e medaglista italiano
- Sinibaldo II Ordelaffi, nobile italiano († 1480)
- Giovanna del Monferrato, nobildonna italiana († 1490)
- Pellegrino da San Daniele, pittore italiano († 1547)
- Radu IV cel Mare, rumeno († 1508)
- Chiara Sforza, nobildonna italiana († 1531)
- Al-Hadi ben Isa, mistico marocchino († 1526)
- Domenico Tasso, cavaliere italiano († 1538)
- Toki Masafusa, militare giapponese († 1519)
- Innico II d'Avalos, nobile e condottiero italiano († 1503)
- Kaspar von Silenen, ufficiale svizzero († 1517)